# Фрідріх Карл Флоріан
У Вікіпедії є статті про інших людей з прізвищем або іменем Флоріан.
Фрідріх Карл Флоріан (нім. Friedrich Karl Florian; 4 лютого 1894, Ессен — 24 жовтня 1975, Меттман) — партійний діяч НСДАП, гауляйтер Дюссельдорфа, обергруппенфюрер СА (30 січня 1937).

## Біографія
Фрідріх Карл Флоріан був сином старшого колійного майстра (обербанмайстера) зі Східної Пруссії. Освіту здобув в реальних гімназіях в Ессені і Ебенроді (Східна Пруссія).
У серпні 1914 року, після початку Першої світової війни, пішов добровольцем в 1-й гренадерський полк, в 1916 році був переведений в ВВС, служив в винищувальної ескадрі «червоного барона» Манфреда фон Ріхтгофена. У травні 1918 року підвищений до унтер-офіцера. В кінці війни був узятий в полон англійцями. З
У листопаді 1919 року повернувся в Рур, працював землеміром. З 1920 року був членом Німецького народного шутцбунда (Deutschvölkischer Schutz- und Trutzbund), був організатором місцевої групи «Союзу національно-налаштованих солдатів» (Verbandes National-Gesinnter-Soldaten) в Бойри і брав участь в діяльності «Союзу вірних вестфальцев» (Westfalentreubund) . У 1923 році активно виступав проти французьких окупаційних властей, за що був висланий з Рура. У 1924 році Флоріан повернувся в Рур, приєднався до заснованого під час заборони НСДАП «Народно-соціального блоку» (Völkisch-Sozialen-Block) і «Націонал-соціалістичного визвольного руху» (Nationalsozialistischen Freiheitsbewegung), був організатором і керівником групи «Народно-соціального блоку »в Бойрі.
18 серпня 1925 року набрав НСДАП (партквиток № 16 689), був організатором формувань СА в Бойри. У 1927 році був обраний до складу міського управління в Бойри від НСДАП. Одночасно був ортсгрупенляйтера НСДАП і керівником округу Емшер-Ліппе. 1 жовтня було обрано керівником району НСДАП Бергішланд — Нижній Рейн.
З 1 серпня 1930 року і до кінця війни Флоріан був гауляйтером гау Дюссельдорф, територія якого відносилася до різних німецьким адміністративно-територіальним одиницям: Пруссії, Рейнської провінції і урядовим району Дюссельдорф. В адміністративному відношенні гау поділялося на наступні округу (Крайз): Бергішланд, Вупперталь, Глабб-Рейдт, Дюссельдорф, Золінген, Крефельд, Меттман, Нойсс, Фірс-Кемпен [1].
14 вересня 1930 був обраний депутатом Рейхстагу від округу Дюссельдорф-Схід. З 1933 року - керівник фракції НСДАП у міській раді Дюссельдорфа. З 31 березня 1933 року - державний комісар, з 1934 року - прусський державний радник і почесний командир 39-го полку СА «Альберт Лео Шлагетер» (Дюссельдорф), названого на честь відомого німецького партизана періоду боротьби з французької окупацією Рура.
Оскільки територія гау Дюссельдорф належав до різних адміністративно-територіальних одиницях Німеччини, Фрідріх Карл Флоріан, на відміну від абсолютної більшості гауляйтерів, не був ні вищою посадовою особою в державному управлінні на території гау (рейхсштатгальтером чи обер-президентом), оскільки по лінії державного управління окремі частини його гау знаходилися в підпорядкуванні інших гауляйтерів.
1 травня 1936 року був введений до складу Імперського керівництва НСДАП. З 7 червня 1939 року був представником фюрера по міському будівництву Дюссельдорфа. З 22 вересня 1939 року — імперський комісар оборони VI військового округу, з 16 листопада 1942 року — імперський комісар оборони гау Дюссельдорф.
29 березня 1945 року брав участь в останньому нараді гауляйтеров. Повернувшись 6 квітня 1945 року в Дюссельдорф, намагався разом з командиром III зенітного корпусу генерал-лейтенантом Г. фон Ранцау організувати опір наступаючим військам союзників, в тому числі за допомогою формувань з хлопчиків з Гітлер'югенду.
16 квітня 1945 року дещо громадян Дюссельдорфа, в тому числі заступник начальника поліції Франц Юрген і місцеві нацистські авторитети, зробили спробу здати Дюссельдорф американським військам без бою, за що п'ять з них були розстріляні за вироком суду за наказом гауляйтера Флоріана.
Після закінчення війни заарештований. 14 червня 1949 був засуджений до 6,5 років тюремного ув'язнення і 20 000 марок штрафу. 1 травня 1951 року звільнений. Згодом працював в промисловості.
За даними британської таємної поліції після звільнення Флоріан належав до змовницької нацистської організації колишнього статс-секретаря Імперського міністерства народної освіти і пропаганди Вернера Наумана (так званий «Гурток Наумана»), яка намагалася очолити неонацистський рух в ФРН, використовувати структури Вільно-демократичної партії Німеччини для проникнення нацистів в законодавчі та виконавчі органи влади ФРН, щоб потім прийти до влади і повернути розвиток молодої Федеративної республіки в нацистське русло. Однак ця організація була розгромлена британською окупаційною владою на початку 1953 року.

## Нагороди

### Перша світова війна
- Залізний хрест 2-го класу
- Нагрудний знак військового пілота (Пруссія)

### Міжвоєнний період
- Генеральний знак гау 1925
- Почесний кут старих бійців (лютий 1934) — згодом замінений на почесну пов'язку СА.
- Золотий партійний знак НСДАП
- Почесний кинджал СА
- Почесний хрест ветерана війни з мечами
- Почесний громадянин міста Бюр (1936)
- Золотий льотний знак НСФК
- Золотий почесний знак Гітлер'югенду з дубовим листям
- Медаль «У пам'ять 13 березня 1938 року»
- Медаль «У пам'ять 1 жовтня 1938»

### Друга світова війна
- Медаль «За вислугу років у НСДАП» в бронзі, сріблі та золоті (25 років)
- Хрест Воєнних заслуг 2-го і 1-го (30 січня 1941) класу